# Hallenchor

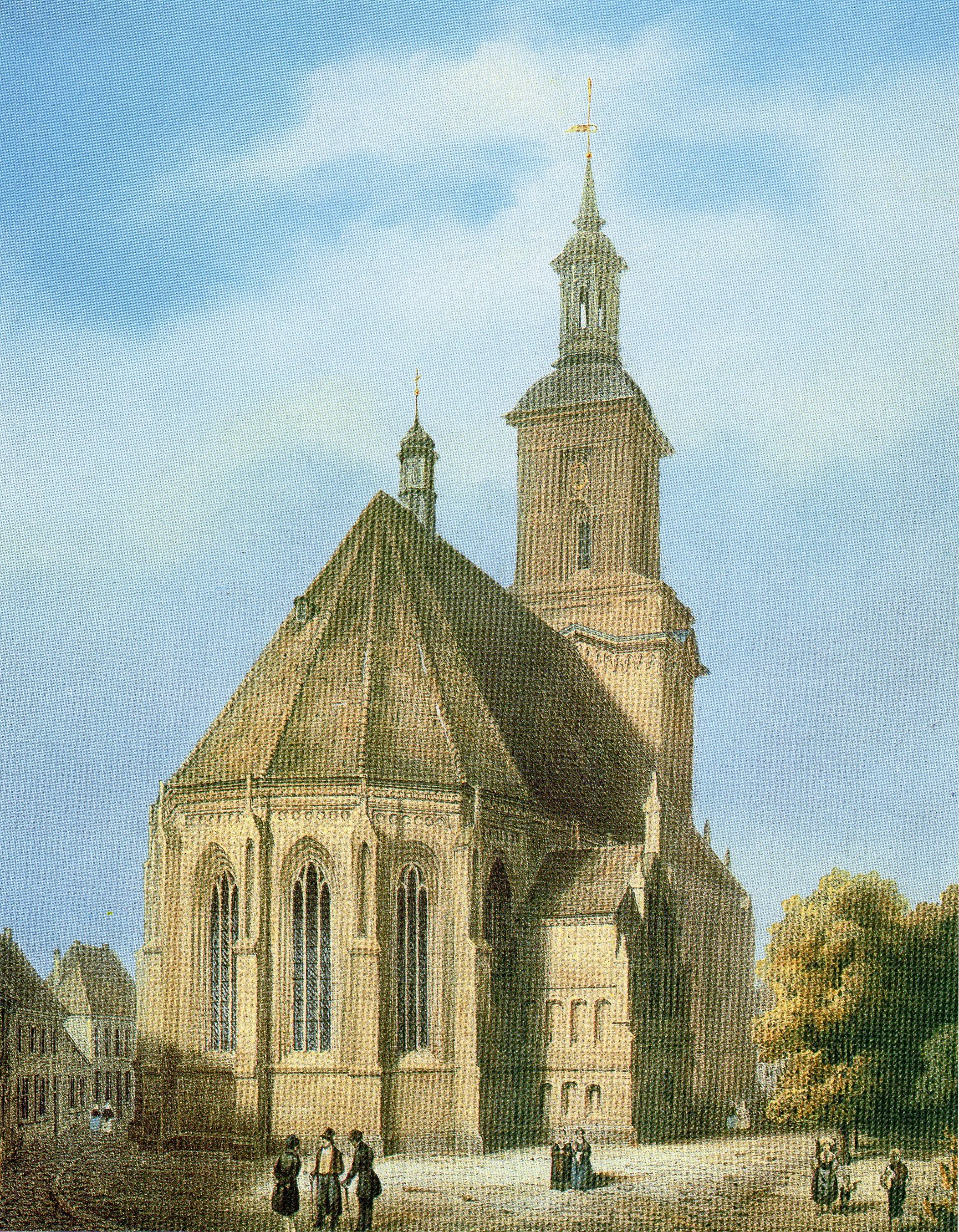
Blick auf den Hallenchor von St. Nikolai in Berlin-Spandau

Als Hallenchor bezeichnet im Kirchenbau man einen mehrschiffigen Chor mit gleicher oder annähernd gleicher Höhe der einzelnen Kirchenschiffe, jedoch ohne selbständige Belichtung des Mittelschiffs. Führt das Seitenschiff der Halle als Chorumgang um den Chor herum, spricht man vom Hallenumgangschor. Der Binnenchor, das innere Chorpolygon, erhält sein Licht durch die Seitenschiffe bzw. durch den Chorumgang.

## Geschichte
Hallenchöre wurden hauptsächlich in Verbindung mit Hallenkirchen vor allem in der deutschen Hochgotik und Spätgotik erbaut.
Der erste deutsche Hallenumgangschor ist derjenige des Doms zu Verden (bei Bremen), dessen erste Bauphase von 1290 bis 1323 war. In Süddeutschland ist der Pionierbau das Heilig-Kreuz-Münster von Schwäbisch Gmünd (ab zirka 1320 erbaut).

Allerdings entstanden schon im 11. Jahrhundert in romanischen Kirchen Westfrankreichs pseudobasilikale Umgangschöre, bei denen die Kämpfer von Tonnengewölbe und Halbkuppel des Binnenchors auf der Höhe der Scheitel der Kreuzrippengewölbe des Umgangs lagen.

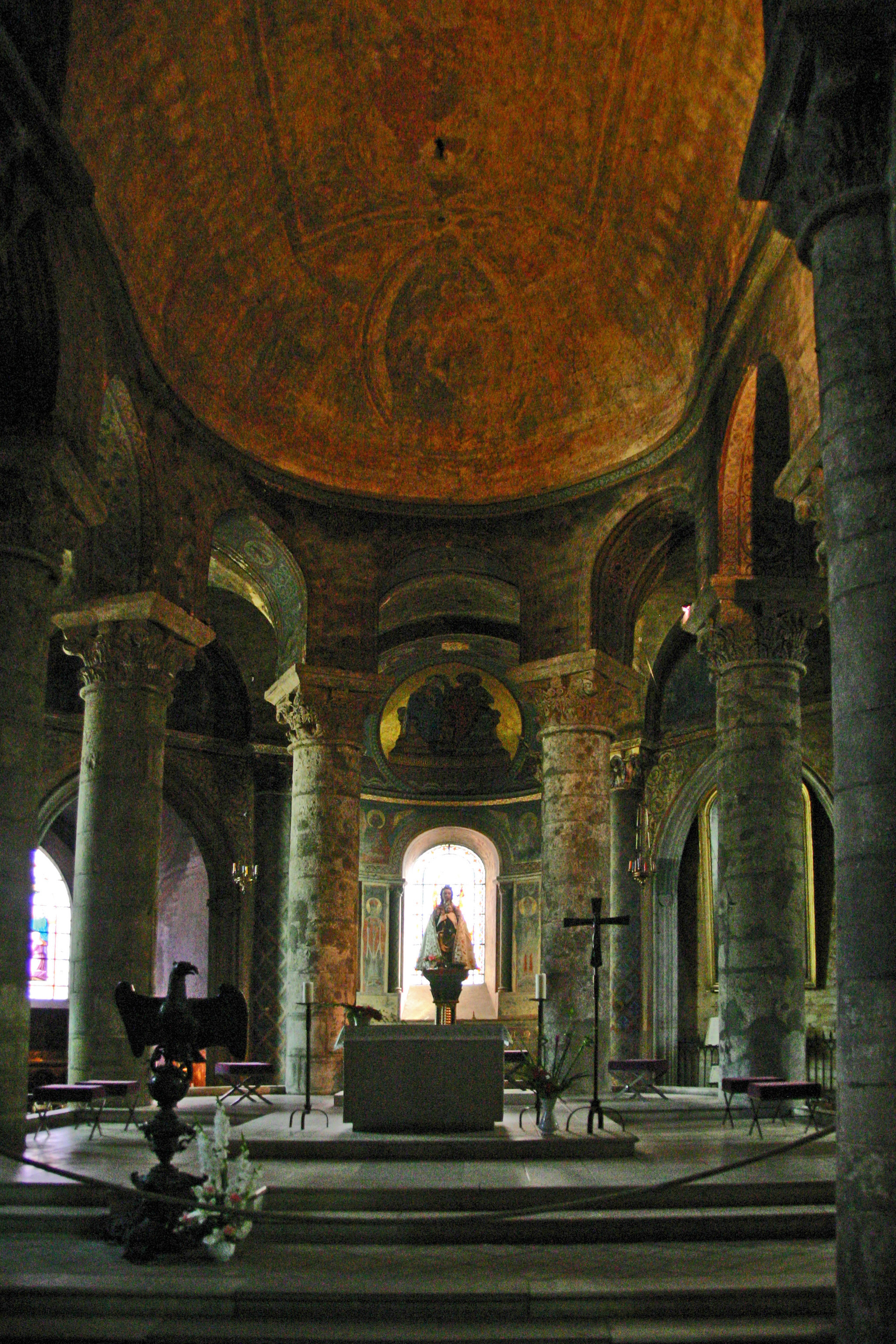
Notre-Dame la Grande in Poitiers, 1086 geweiht, romanisch, pseudobasilikal, mit niedrigem Kapellenkranz
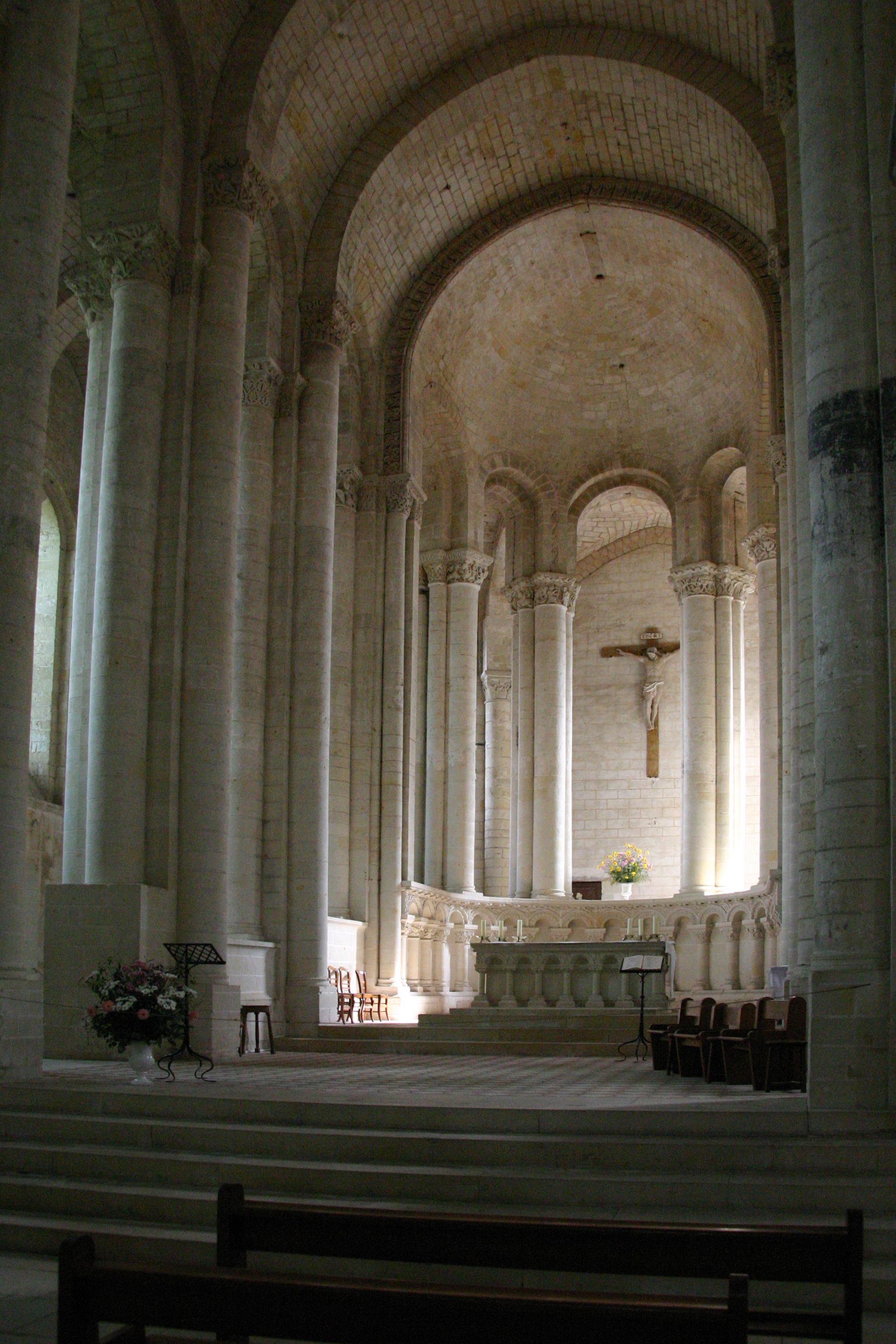
Notre-Dame in Cunault bei Saumur, romanisch, ab 1100, Scheitelkapelle verloren
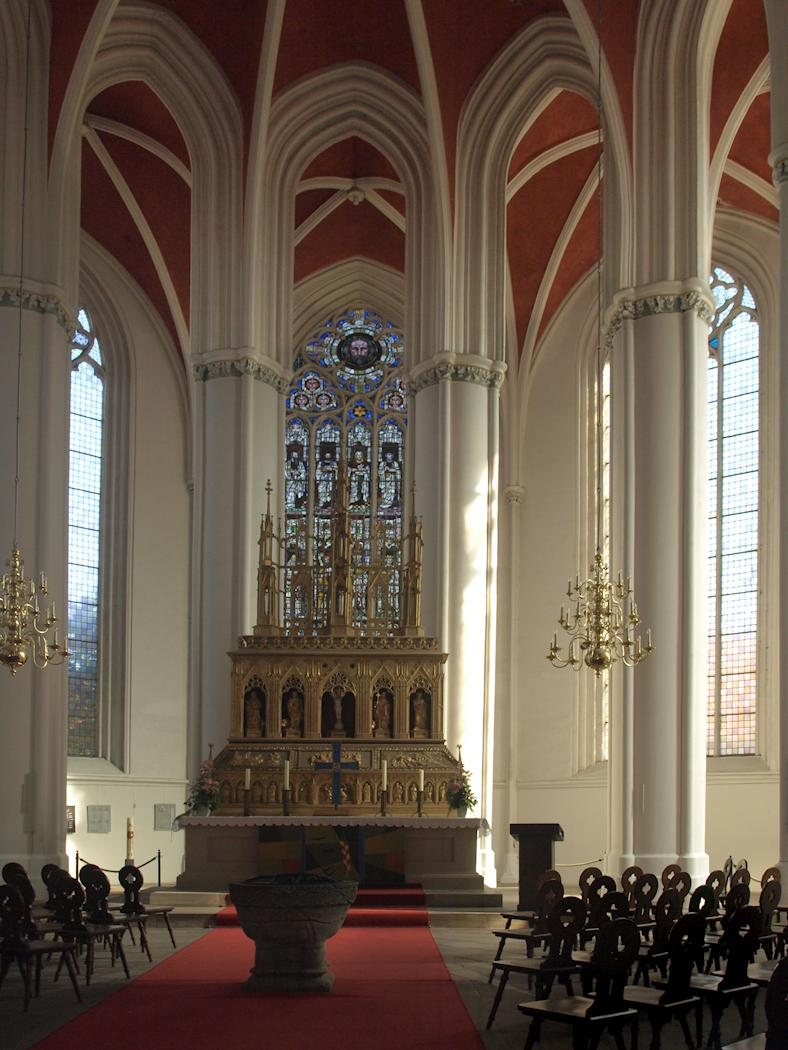
Dom zu Verden, hochgotisch, 1290–1306, ohne Kapellenkranz
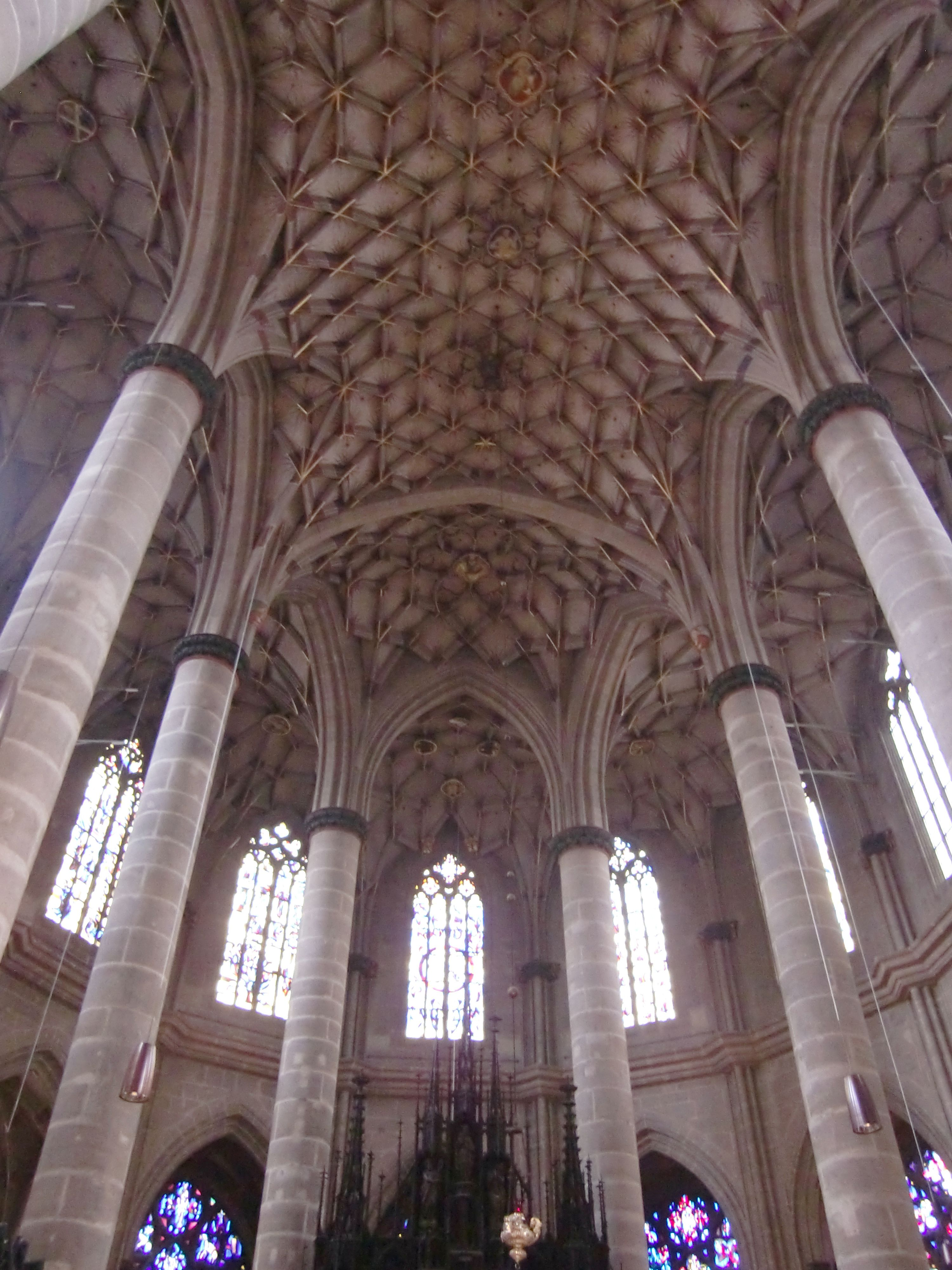
Gmünder Münster, spätgotisch, 1351–1381, Gewölbe ab 1491, mit niedrigem Kapellenkranz

## Bauweisen
Die genaue Ausgestaltung war unterschiedlich. Man kann grob in vier unterschiedliche Bauweisen unterscheiden:
- Chorumgang ohne Kapellenkranz, äußeres Strebewerk aus Strebepfeilern.

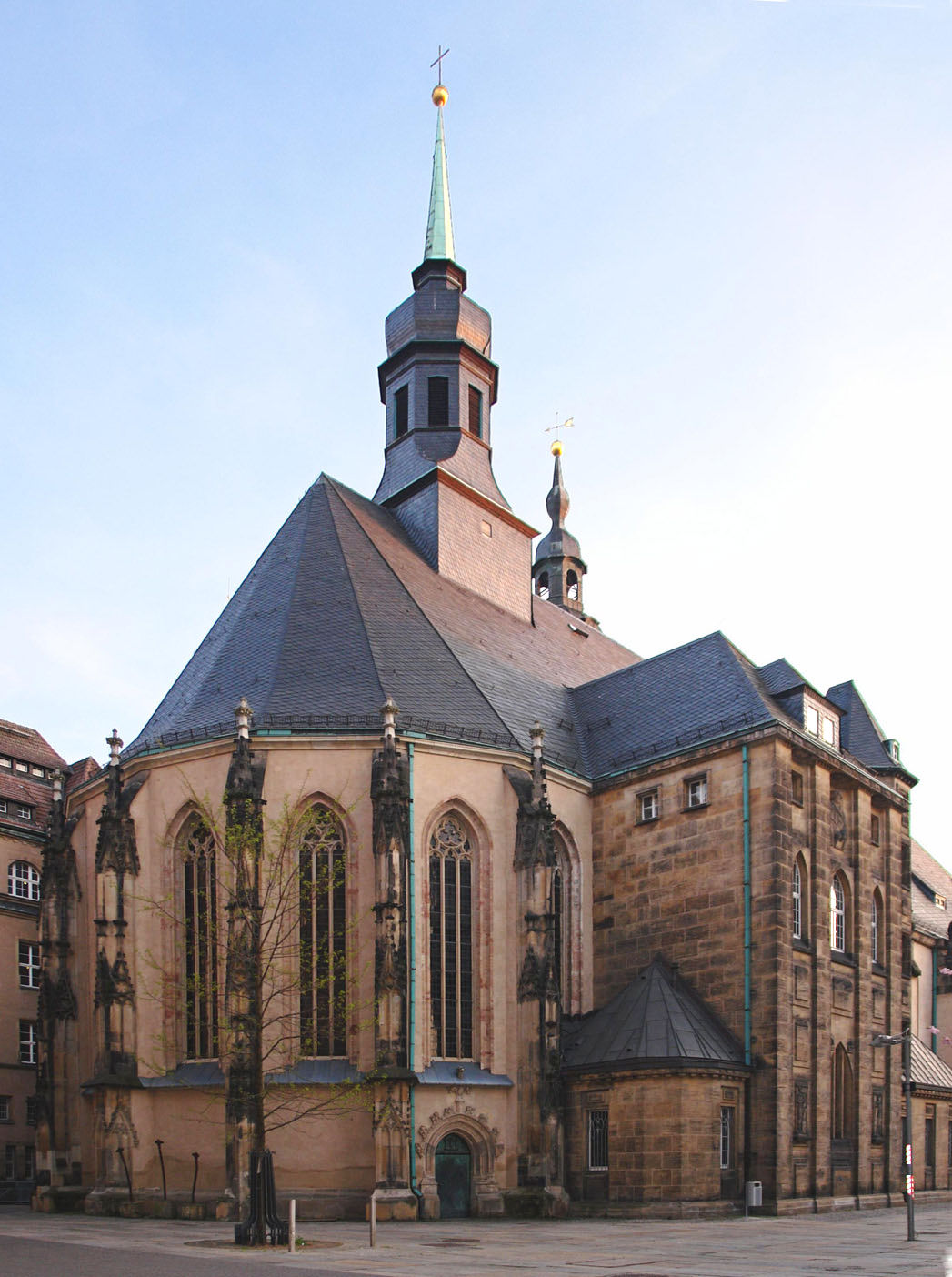
Stadtkirche St. Jakobi in Chemnitz: mit Chorumgang, aber ohne Kapellenkranz
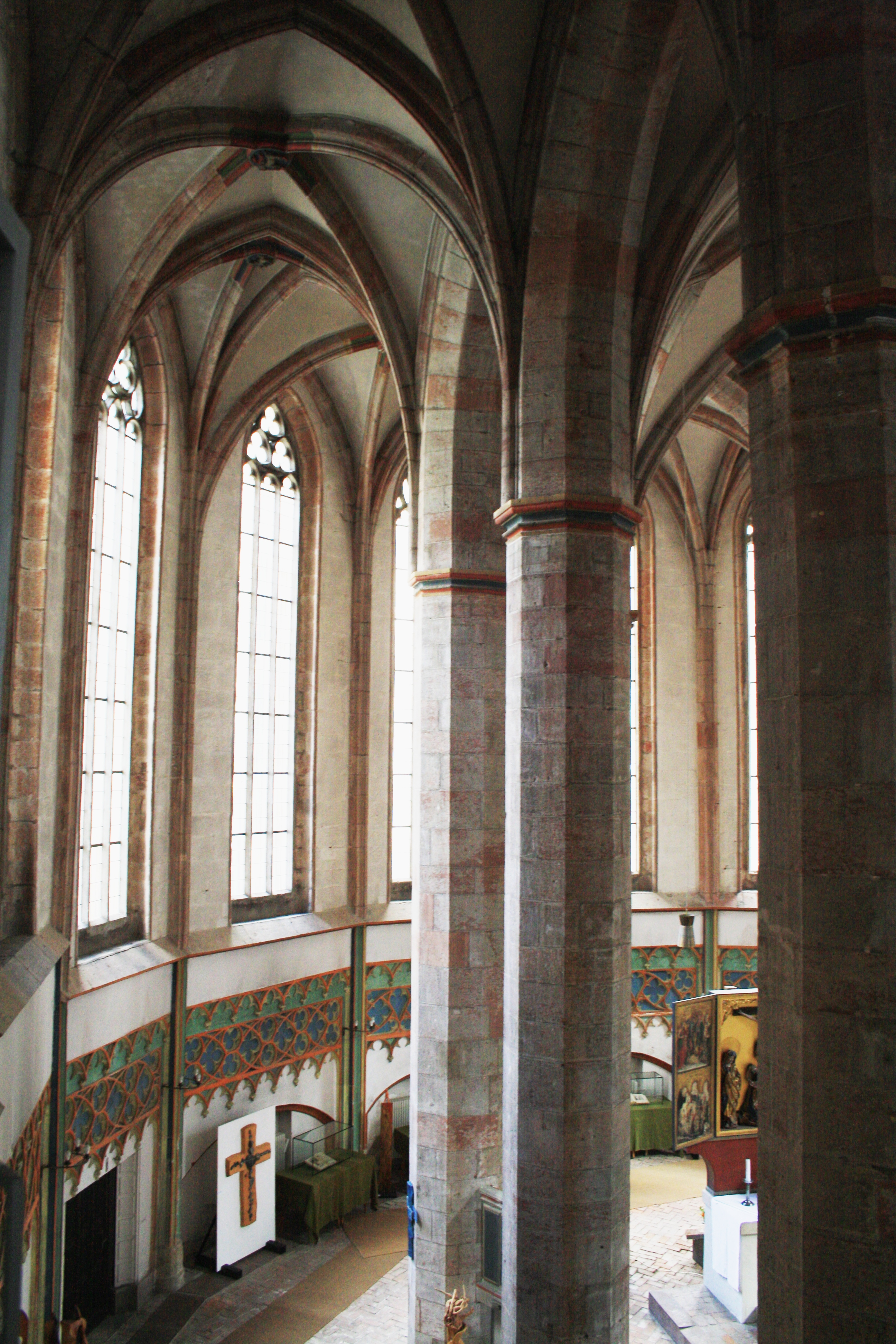
Chorumgang der Chemnitzer Stadtkirche tangential
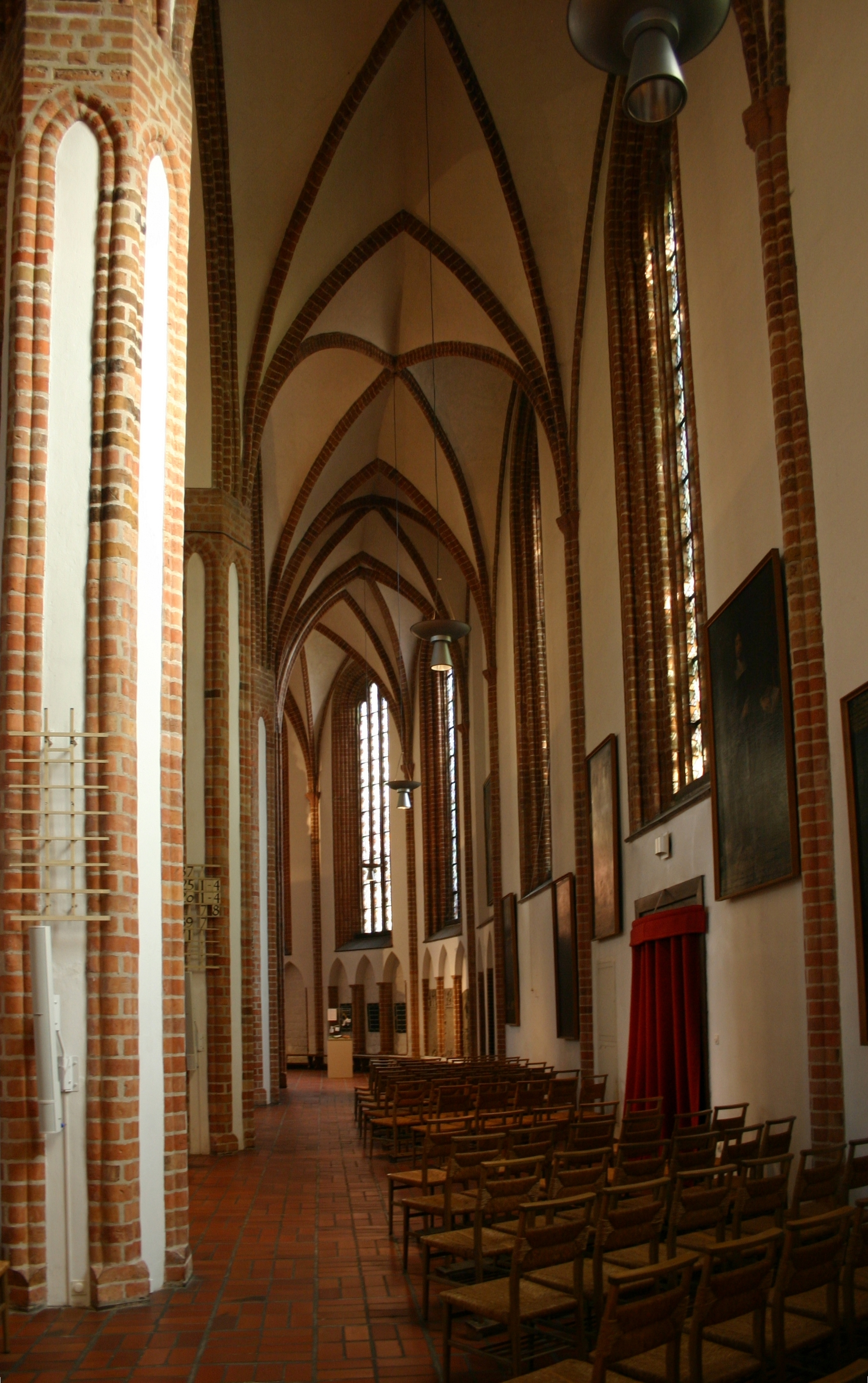
In St. Nikolai (Spandau) setzen sich die Seitenschiffe in den Umgangschor fort.

- Hallenchor und niedriger Kapellenkranz bilden ein Mittelding aus Halle (drei gleich hohe Räume) und basilikalem Querschnitt mit Obergaden. Die Strebepfeiler des Chorumgangs stehen auf den Trennwänden der Kapellen.

       Das Gmünder Münster:

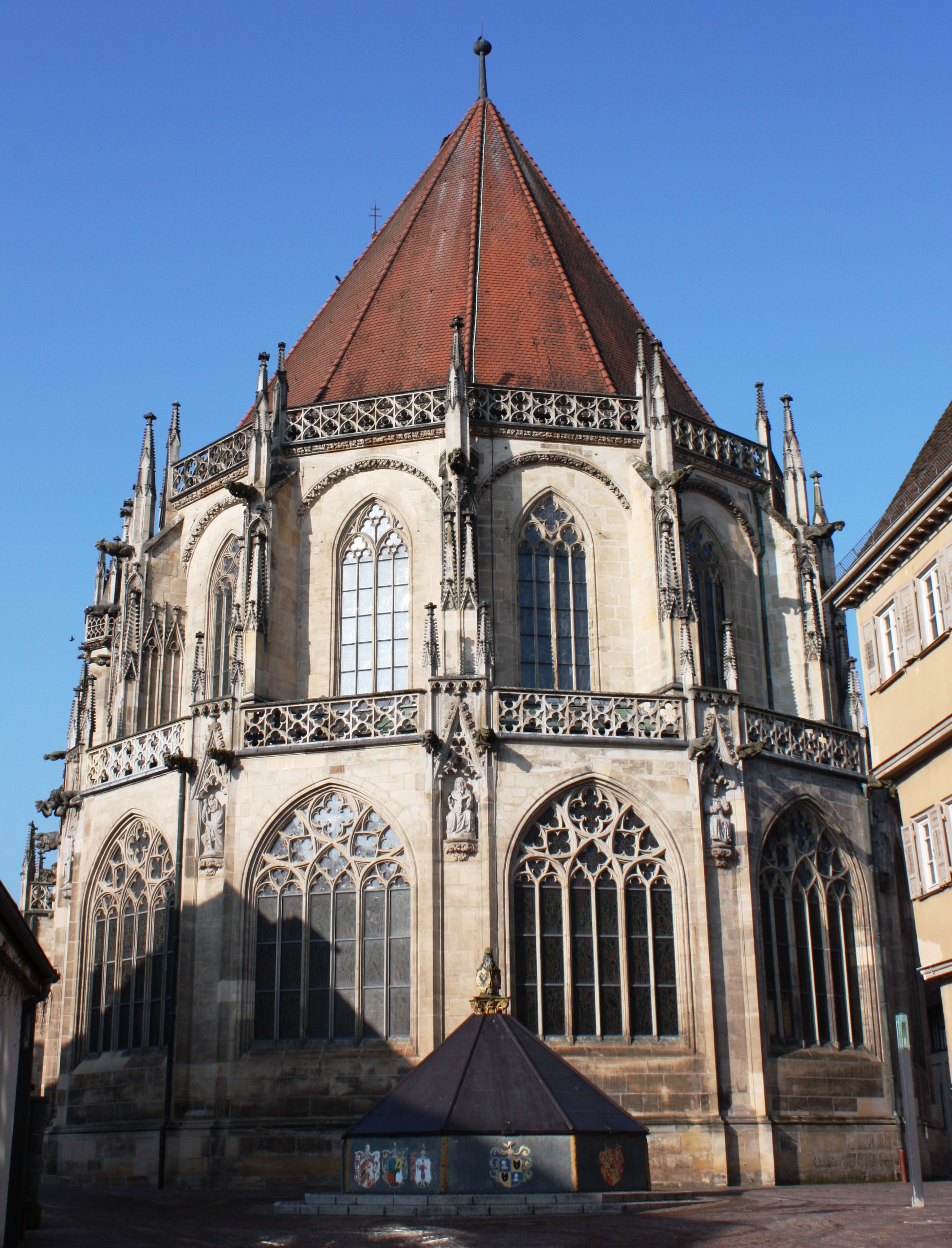
Chorumgang mit niedrigem Kapellenkranz
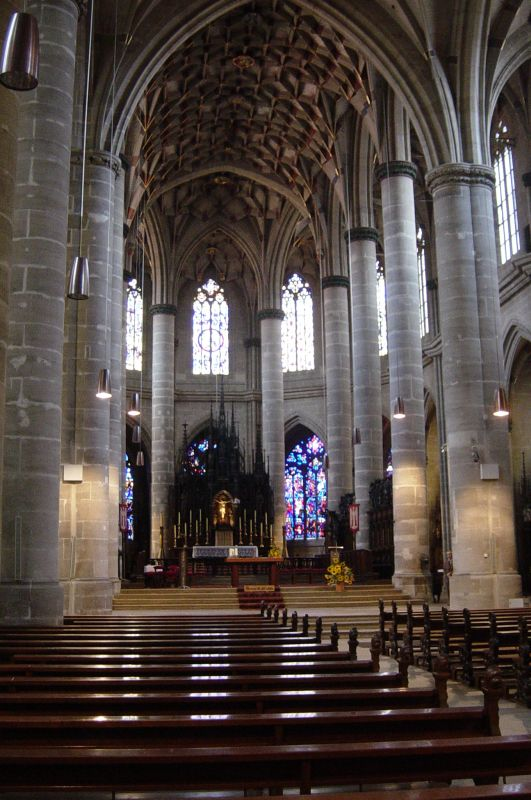
Binnenchor und Umgang gleich hoch, anschließende Kapellen unter den Obergaden
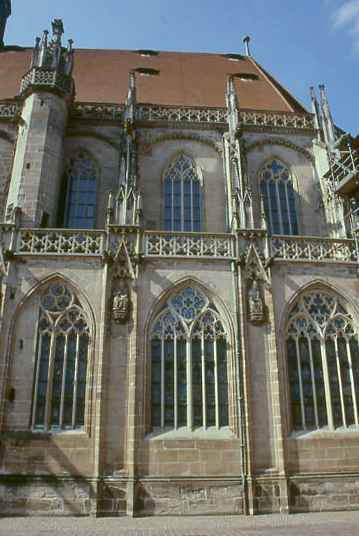
Die Strebepfeiler an den Ecken des Kapellenkranzes, darüber Strebepfeiler des Chorumgangs

- Die Kapellen oder darüber befindliche Emporen erreichen die Gewölbehöhe des Chorumgangs. Ihre Trennwände bilden ein inneres Strebewerk nach dem Prinzip des Saals, sodass auf ein äußeres Strebewerk verzichtet werden konnte.

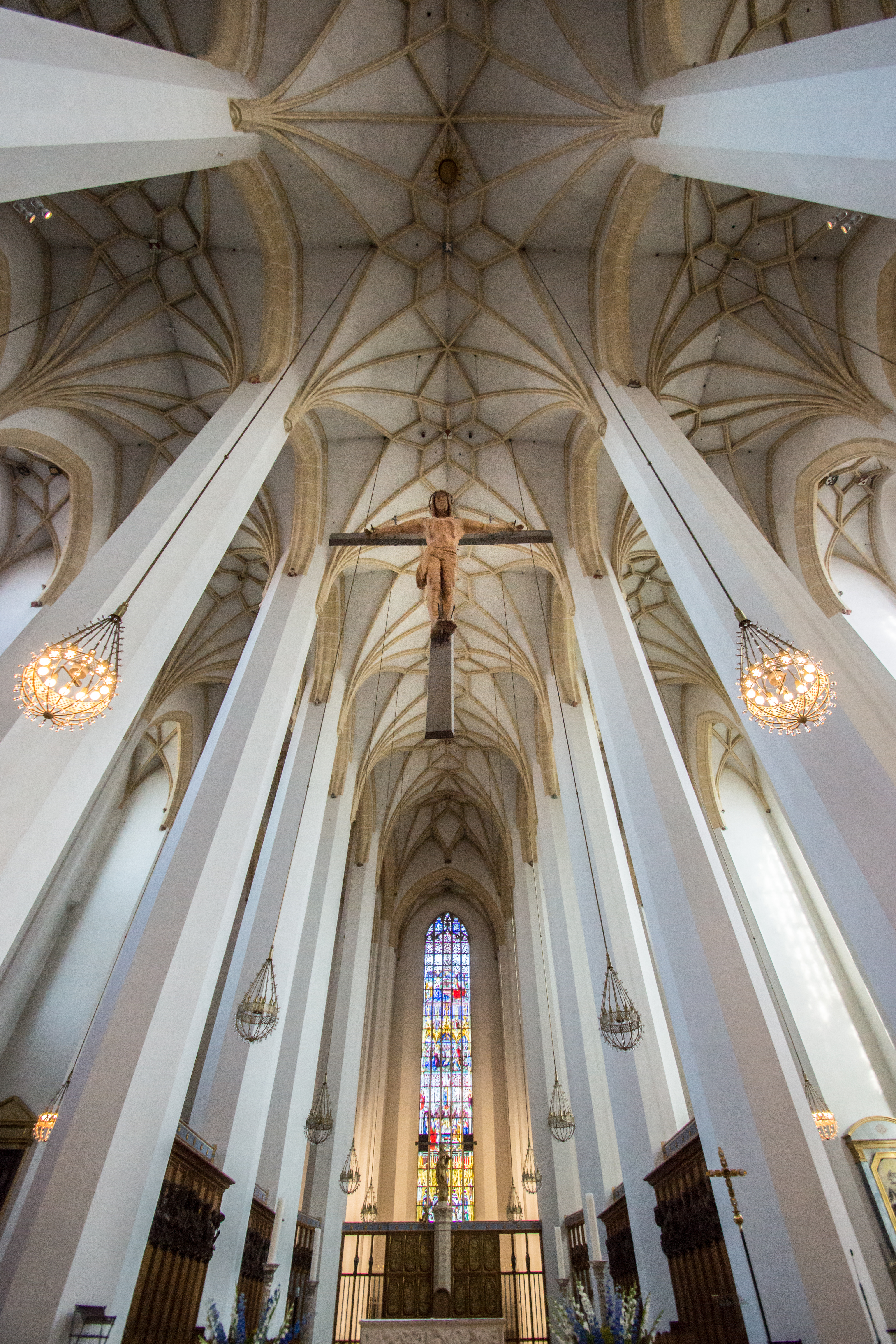
Münchener Frauenkirche, Gewölbe am Triumphkreuz von links nach rechts: Kapelle, Umgang, Binnenchor, Umgang, Kapelle
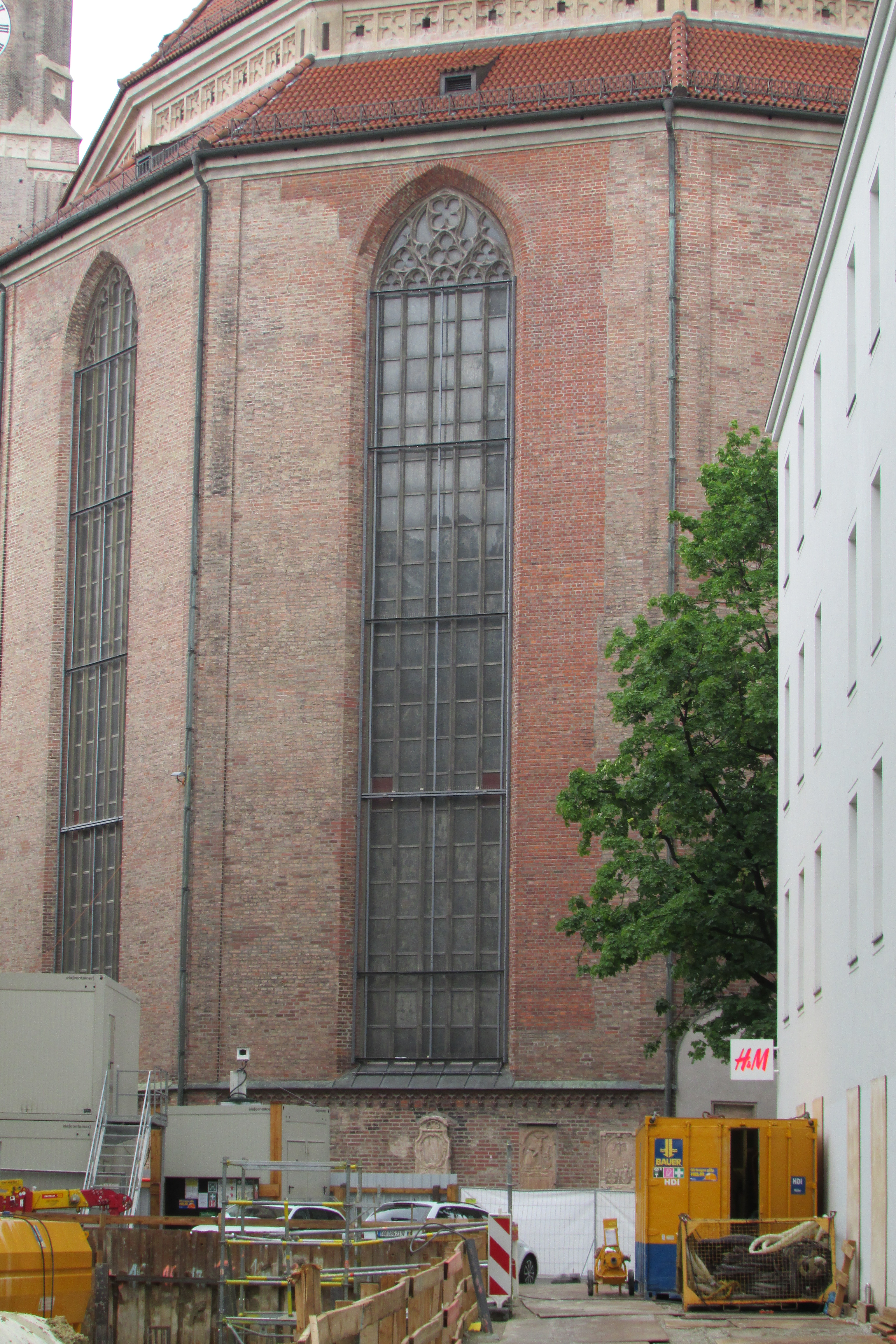
Frauenkirche von Südosten: Sargmauer um Hallenschiff und Umgangschor, Schleppdach über den wenig niedrigeren Kapellen
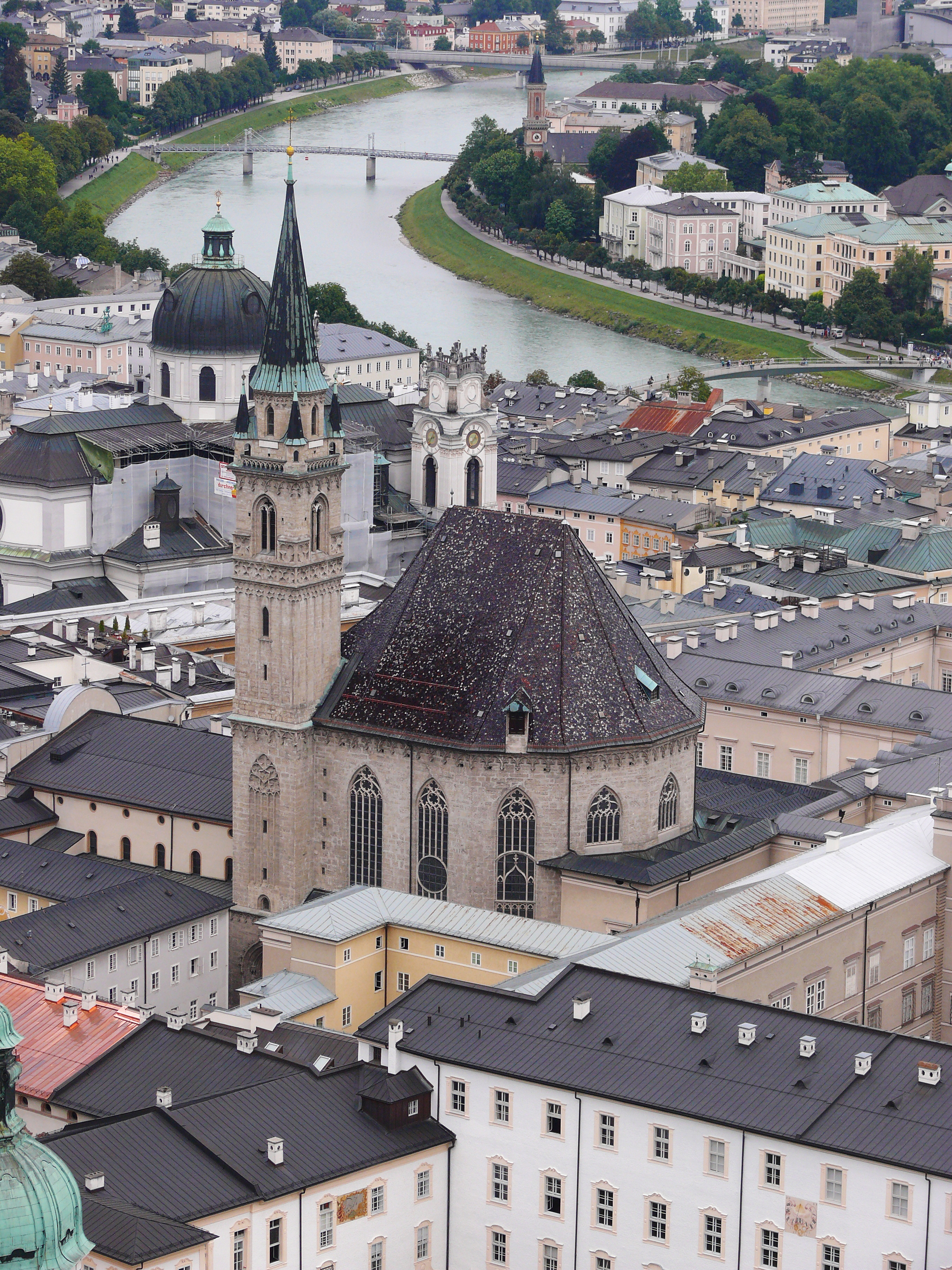
Die Franziskanerkirche in Salzburg, ohne äußeres Strebewerk
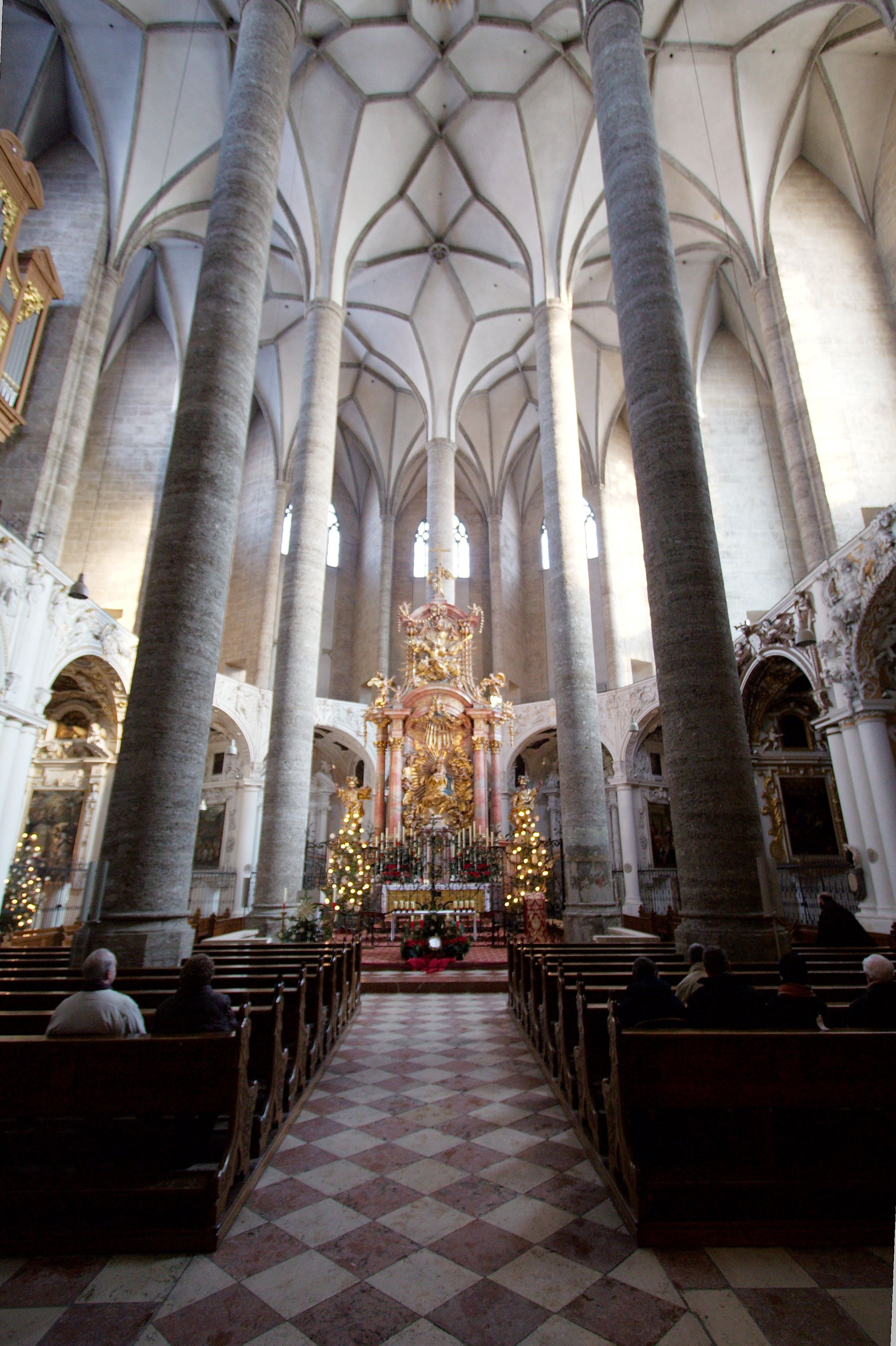
Franziskanerkirche in Salzburg, Hallenchor mit Kapellenkranz und Emporen